# Borzicactus longiserpens
Borzicactus longiserpens es una especie de planta suculenta perteneciente al género Borzicactus, dentro de la familia Cactaceae. Es endémica de Perú.

## Descripción

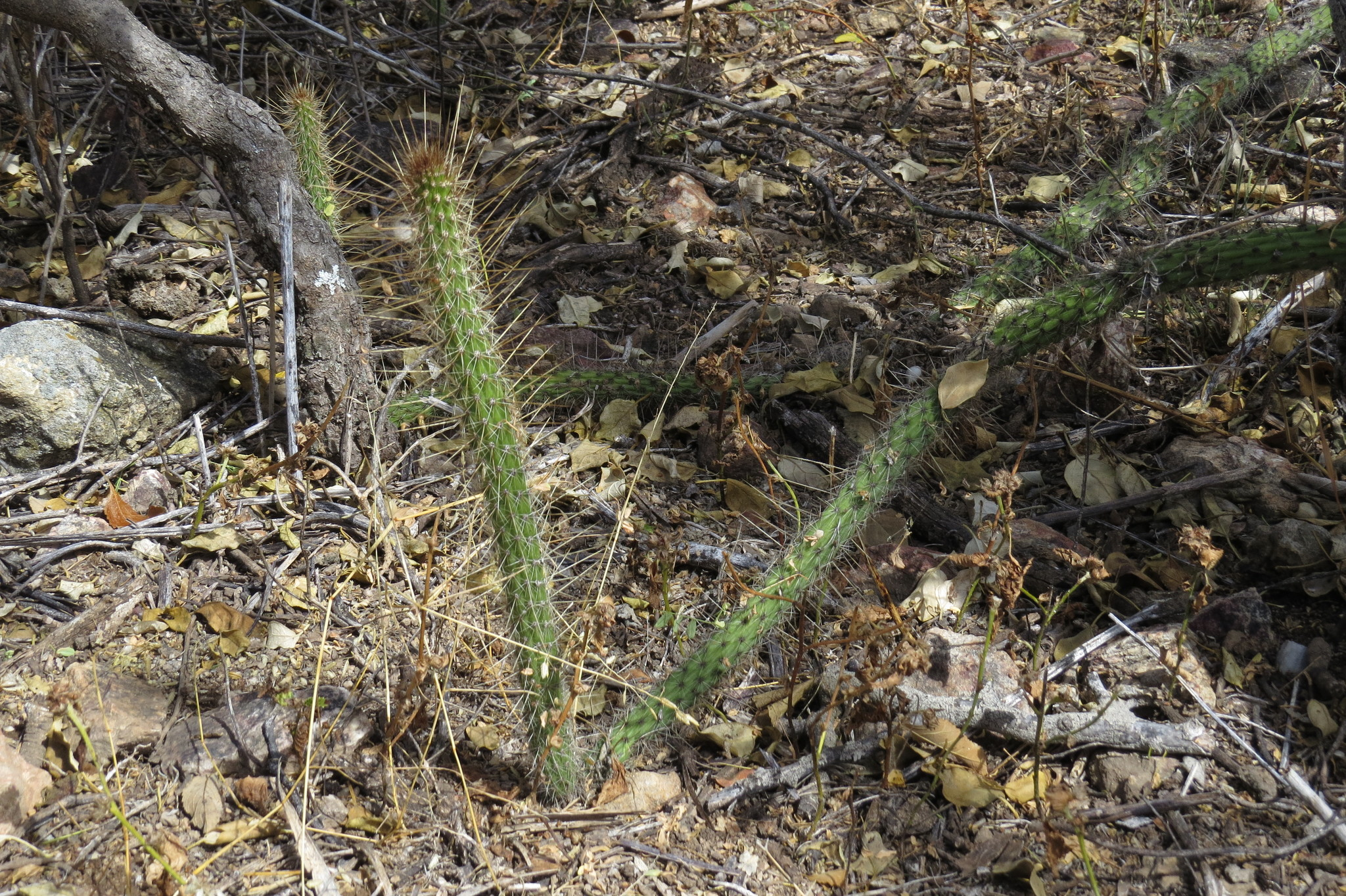
Borzicactus longiserpens erectus en su hábitat

Borzicactus longiserpens es una especie de cactus que crece arrastrándose, trepando o colgando sus tallos. Es de color verde, está escasamente ramificado y alcanza una longitud de 80 cm (o más) con un dímetro de 1,2 a 2 cm.
Presentan alrededor de 8 costillas bajas que miden hasta 3 mm de ancho y 2 mm de alto. Son redondeadas y se dividen en tubérculos mediante surcos más o menos claros. En ellos se sitúan las areolas, con hasta 3 espinas centrales en forma de aguja, de color miel claro que luego se vuelven grises, de 1 a 2,5 cm de largo. También presenta de 12 a 19 espinas marginales extendidas, de color amarillento a marrón que se vuelven grises con la edad.
Las flores son tubulares, de color rosa con los bordes torcidos y aparecen en los laterales de los tallos. Miden de 4 a 5 cm de largo y hasta 4 cm de diámetro. Su pericarpelo y tubo floral están cubiertos de escamas y pelos largos. Los frutos, de forma esférica a ligeramente alargada, son de color verde amarillento.

## Distribución y hábitat
El área de distribución nativa de esta especie es Perú y crece principalmente en biomas desérticos o de matorrales secos, a altitudes de 1350 a 1950 m sobre el nivel del mar.

## Taxonomía
La primera descripción de esta especie fue como Cleistocactus longiserpens, publicada en 2002 por el botánico suizo Beat Ernst Leuenberger en la revista científica Botanische Jahrbücher für Systematik, Pflanzengeschichte und Pflanzengeographie 124: 23.
Más tarde, el botánico británico Graham Charles George Argent trasladó la especie al género Borzicactus, por lo que pasó a llamarse Borzicactus longiserpens. Registró estos cambios en la revista científica Bradleya 28: 7, publicada en 2010.
Etimología
- Borzicactus: nombre genérico formado a partir del prefijo borzi- (que hace referencia al botánico Antonino Borzì (1852-1921), director del jardín botánico de Palermo) y kaktos (que significa ‘cardo’ o ‘planta espinosa’), en alusión al cuerpo esférico y espinoso que presentan las especies de este género.[4]
- longiserpens: epíteto específico que deriva de las palabras latinas longus (que significa 'largo') y serpens (que significa 'rastrero'), haciendo referencia al hábito de crecimiento rastrero de la especie.[5]

### Subespecies
Actualmente se distinguen dos subespecies:
| Imagen | Subespecie                                          | Descripción                        | Distribución |
| ------ | --------------------------------------------------- | ---------------------------------- | ------------ |
|        | Borzicactus longiserpens subsp. erectus G.J.Charles | Tiende a crecer verticalmente.     | Perú         |
|        | Borzicactus longiserpens subsp. longiserpens        | Tiende a crecer de forma rastrera. | Perú         |

Sinonimia
- Sinónimos de Borzicactus longiserpens subsp. erectus:
  - Borzicactella serpens subsp. erecta (G.J.Charles) Guiggi (2016)
  - Borzicactus serpens subsp. erectus (G.J.Charles) Ostolaza (2014)

- Sinónimos de Borzicactus longiserpens subsp. longiserpens:
  - Bolivicereus serpens (Kunth) Backeb. (1962)
  - Borzicactella serpens (Kunth) F.Ritter (1981)
  - Borzicactus serpens (Kunth) Kimnach (1960)
  - Cactus serpens Kunth (1823)
  - Cereaster sepens (Kunth) F.Berge (1843)
  - Cereus serpens (Kunth) DC. (1828)
  - Cleistocactus serpens (Kunth) F.A.C.Weber (1904)
  - Echinopsis serpens (Kunth) Molinari (2015)

## Estado de conservación
En la Lista Roja de Especies Amenazadas de la UICN, la especie está clasificada como "En Peligro (EN)".

## Usos
Se cultiva principalmente como planta ornamental y su propagación se realiza normalmente a través de esquejes o semillas.